# Glasgowská univerzita
Glasgowská univerzita (skotskou gaelštinou Oilthigh Ghlaschu, anglicky University of Glasgow, česky také Univerzita v Glasgow) je univerzita založená v roce 1451 v Glasgow ve Skotsku. Je známým centrem vzdělání a výzkumu ve Skotsku, s mezinárodní pověstí a čtvrtá nejstarší v anglicky mluvícím světě. Patří mezi největší a nejprestižnější vzdělávací místa na světě.
Hlavní sídlo univerzity je v Gilmorehill v části West End. Další školní budovy se nacházejí i v jiných částech města.

## Historie
The University of Glasgow byla založena v roce 1451 na základě buly papeže Mikuláše V. Univerzita vznikla na přání krále Jakuba II., aby ve Skotsku byly spolu s univerzitou v St. Andrews dvě univerzity, stejně jako v anglickém Oxfordu a Cambridge. Originální bula se z univerzity ztratila v roce 1560, kdy během politických nepokojů doprovázejících reformace ve Skotsku uprchl tehdejší kancléř, arcibiskup James Beaton do Francie, přičemž s sebou vzal listiny z archivů a cennosti z katedrály a univerzity včetně zakládací listiny.
Pracoval zde jako univerzitní mechanik i fyzik James Watt.

## Fakulty
V současné době má univerzita celkem devět fakult, a to:
- Fakulta umění
- Fakulta biomedicíny a biologických věd
- Fakulta vzdělávání
- Fakulta inženýrství
- Fakulta informatiky a matematických věd
- Fakulta práva, pracovních a sociálních věd
- Fakulta lékařství
- Fakulta fyzikálních věd
- Fakulta veterinárního lékařství.

## Reputace
Kvalita vzdělávání vynesla University of Glasgow v roce 2009 mezi 10 nejlepších univerzit ve Velké Británii. Podle nejnovějších průzkumů magazínu Times Higher Education patří univerzita mezi 100 nejlepších vysokých škol na světě; v Británii zaujímá 13. pozici a ve světovém hodnocení stojí na 79. místě.
Příjem 421 milionů liber ročně činí z univerzity také jednu z nejbohatších ve Velké Británii.